# Mieczysław Kasprzak
Mieczysław Kasprzak (Jarosław; 30 de Março de 1953 — ) é um político da Polónia. Ele foi eleito para a Sejm em 25 de Setembro de 2005 com 7795 votos em 22 no distrito de Krosno, candidato pelas listas do partido Polskie Stronnictwo Ludowe.
Ele também foi membro da Sejm 1993-1997 e Sejm 2001-2005.